# إمبالة
الإمبالة (الاسم العلمي: Aepyceros melampus) ظبي أفريقي متوسط الحجم. يأتي اسم الإمبالة من اللغة زولوية، ويعني «الغزالة» بينما يشتق الاسم العلمي من الكلمات اليونانية الآتية: أيبوس (αιπος) «ارتفاع»، وكيروس (κερος) «قرن»، وميلاس (melas) «أسود»، وبوس (pous) «قدم». تتواجد الإمبالة في مناطق السافانا وغابات الـبوشفيلد الكثيفة الموجودة في كينيا وتنزانيا وسوازيلاند وموزمبيق وشمال ناميبيا وبوتسوانا وزامبيا وزيمبابوي وجنوب أنغولا والشمال الشرقي لـجنوب أفريقيا وأوغندا. وتصل أعدادها في إفريقيا إلى مليونين.

## التصنيف
في الماضي وضع علم التصنيف الإمبالة في نفس القبيلة التي تضم الغزلان ونوعين من الظباء معروفين باسم الـكوبوالـثيتل. يختلف ظبي الإمبالة عن مثل هذه القبائل، ولذا تم وضعه في قبيلة خاصة به تُعَرف باسم إيبيسروتيني. ولقد تطورت هذه القبيلة الآن لتصبح فصيلة.
وعادةً ما يتم التمييز بين سلالتين (يساعد تحليل الحمض النووي للمتقدرات على هذه العملية):
- ظبي الإمبالة ذو الوجه الأسود (اسمه العلمي A. m. petersi)
- ظبي الإمبالة المعروف (اسمه العلمي A. m. melampus)

توجد الآن سلالة واحدة فقط من الإمبالة، في حين أن الأنواع الحفرية كثيرة ومتعددة نذكر منها الـأبيسروس داتوديني الذي عاش خلال فترة البليوسين (فترة جيولوجية من المقياس الزمني الجيولوجي) في إثيوبيا.

## الشكل

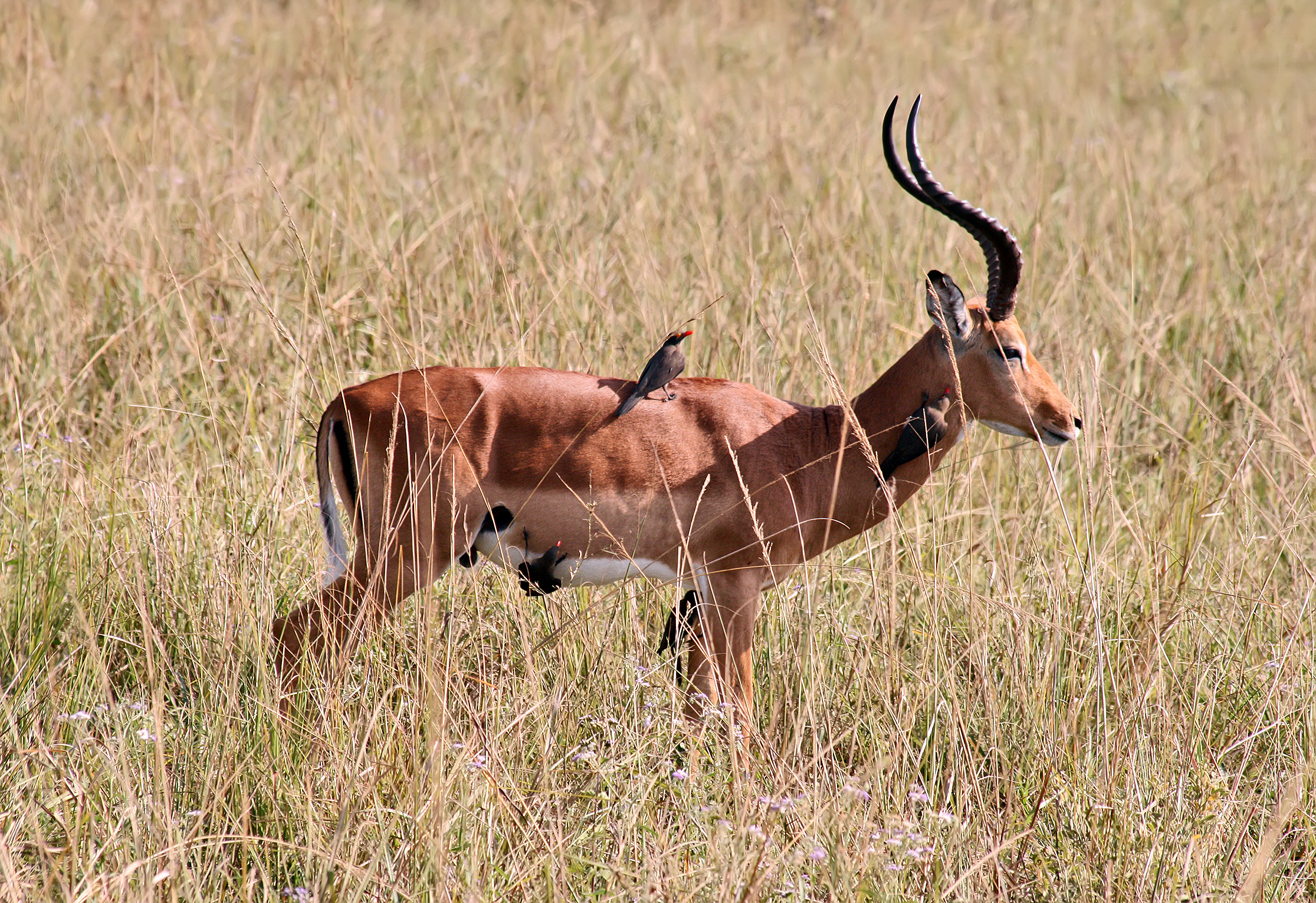
ذكر إمبالة بالغ في حديقة ميكومي الوطنية، تنزانيا

. يتراوح طول ظباء الإمبالة ما بين 75 و95 سم. متوسط حجم ذكور الإمبالة هو 40إلي 75 كيلوغرام (88 إلي 170 رطلا) إلي بينما تزن الإناث حوالي 30 إلي 50 كيلوغرام (66 إلي110رطلا). تتميز هذه الظباء عادةً بلونها البني المائل إلى الحمرة (هذا اللون هو الذي يحول دون التباس اسمها الذي تُعرف به في اللغة أفريقانية رويبوك مع اسم ظباء الـريبوك ذات اللون الرمادي)، ولديها جانبان فاتحان في لونهما وبطون بيضاء وحرف «إم» مميز على الجزء الخلفي. تمتلك ذكور الإمبالة، المشار إليها بالرامز، قرنين لهما شكل القيثارة، ويمكن أن يصل طولهما إلى تسعين سنتيمترًا. بينما لا تمتلك الإناث، التي يُشار إليها بالأوز، أي قرون. تُعَد الإمبالة السوداء والتي توجد في قليل من الأماكن بإفريقيا نوعًا نادرًا للغاية. والسبب في ظهور اللون الأسود في هذه الحيوانات هو وجود جين متنحي.

## البيئة

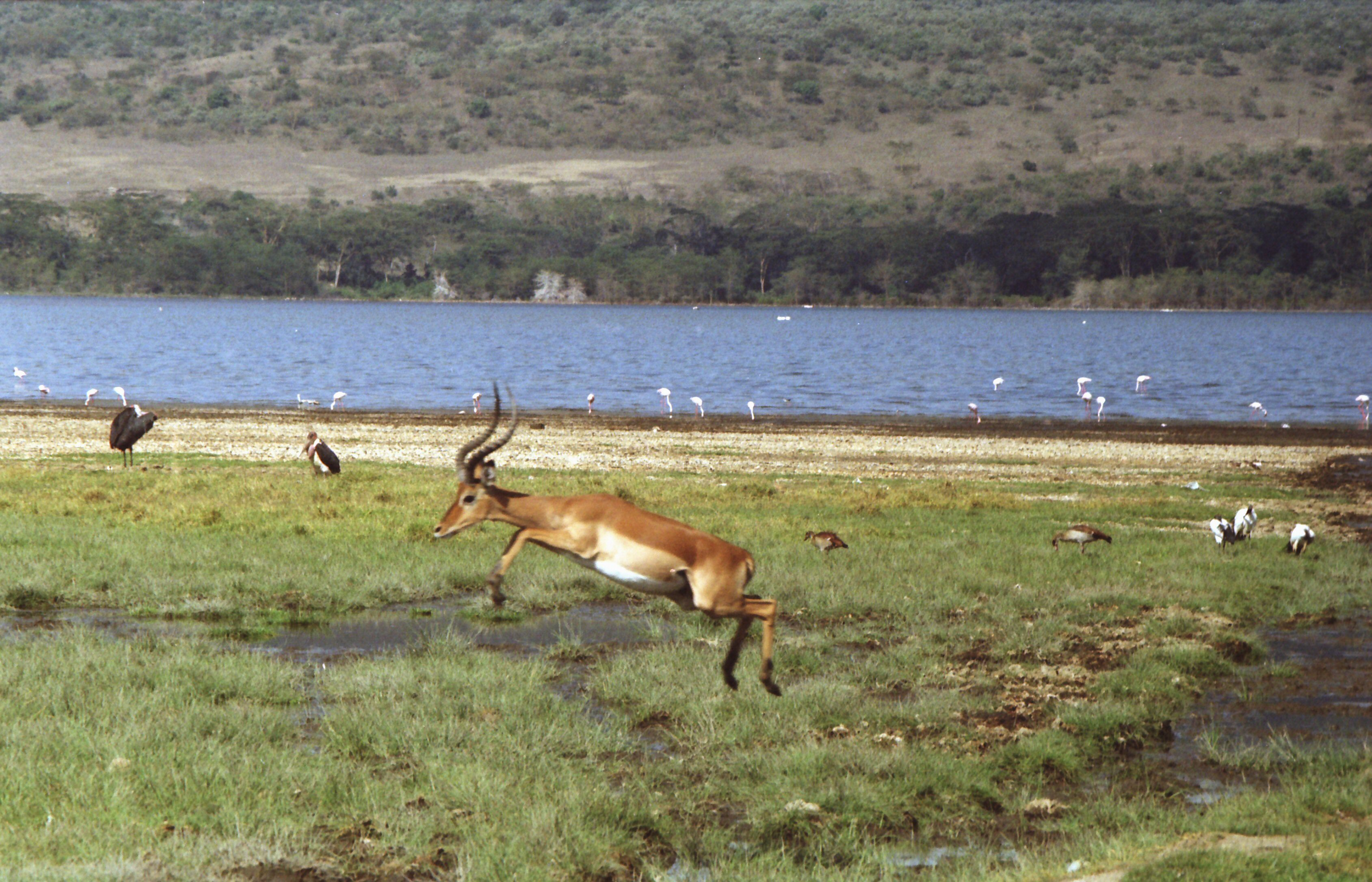
ظبي إمبالة يقفز في كينيا

تُعَد الإمبالة من حيوانات المناطق الانتقالية التي تعيش في الغابات المضيئة ذات الشجيرات الصغيرة والأراضي العشبية القصيرة والمتوسطة. تنتشر هذه الحيوانات في أماكن مختلفة وذلك لأنها تبحث دائمًا عن أراضي مستوية نسبيًا ذات تربة جافة ومياه وفيرة. وعلى الرغم من بقائهم بالقرب من المياه في الموسم الجاف فهم لديهم القدرة على تحمل العطش لعدة أسابيع في حالة توفر الكلأ الأخضر بشكلٍ كافٍ.
تتميز الإمبالة بقدرتها على التكيف مع أنواع الكلأ المختلفة. تنتقل هذه الحيوانات تبعًا للموسم من التغذية على الأراضي العشبية إلى التغذية على أوراق الشجيرات. بحيث تأكل الأعشاب الطازجة في المواسم الرطبة. بينما في المواسم الجافة تتجه إلى تناول ورق الشجيرات والبراعم وأوراق النباتات والبذور. ومن المحتمل أيضًا أن تقوم بالتبديل بين هذين النوعين من التغذية وفقًا للموطن الذي تتواجد فيه. تصبح الإمبالة فريسةً لكل من النمور والفهود السوداء والكلاب البرية.
تحظى الإمبالة، مثل الظباء الإفريقية الأخرى الصغيرة والمتوسطة الحجم، بترتيب خاص للأسنان الموجودة في الجزء الأمامي من الفك السفلي يشبه هذا الترتيب أسنان المشط الموجودة أيضًا في رئيسيات الستريبسريني، (strepsirrhine primates) ، والتي تستخدم أثناء عملية الإستمالة حيث تساعد على تمشيط الفرو والتخلص من الطفيليات العالقة.

## البنية الاجتماعية والتكاثر

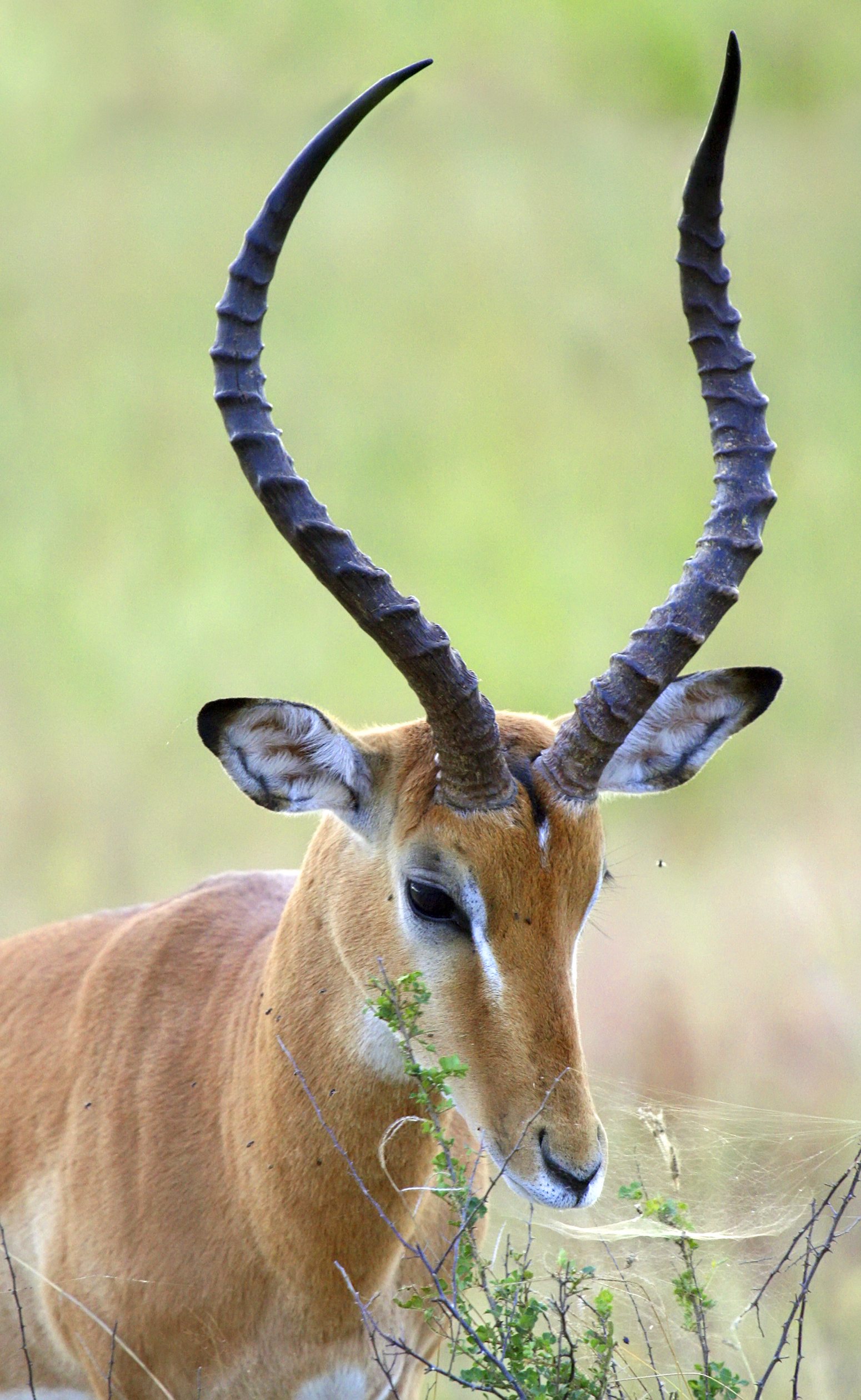
قرون ذكر الإمبالة

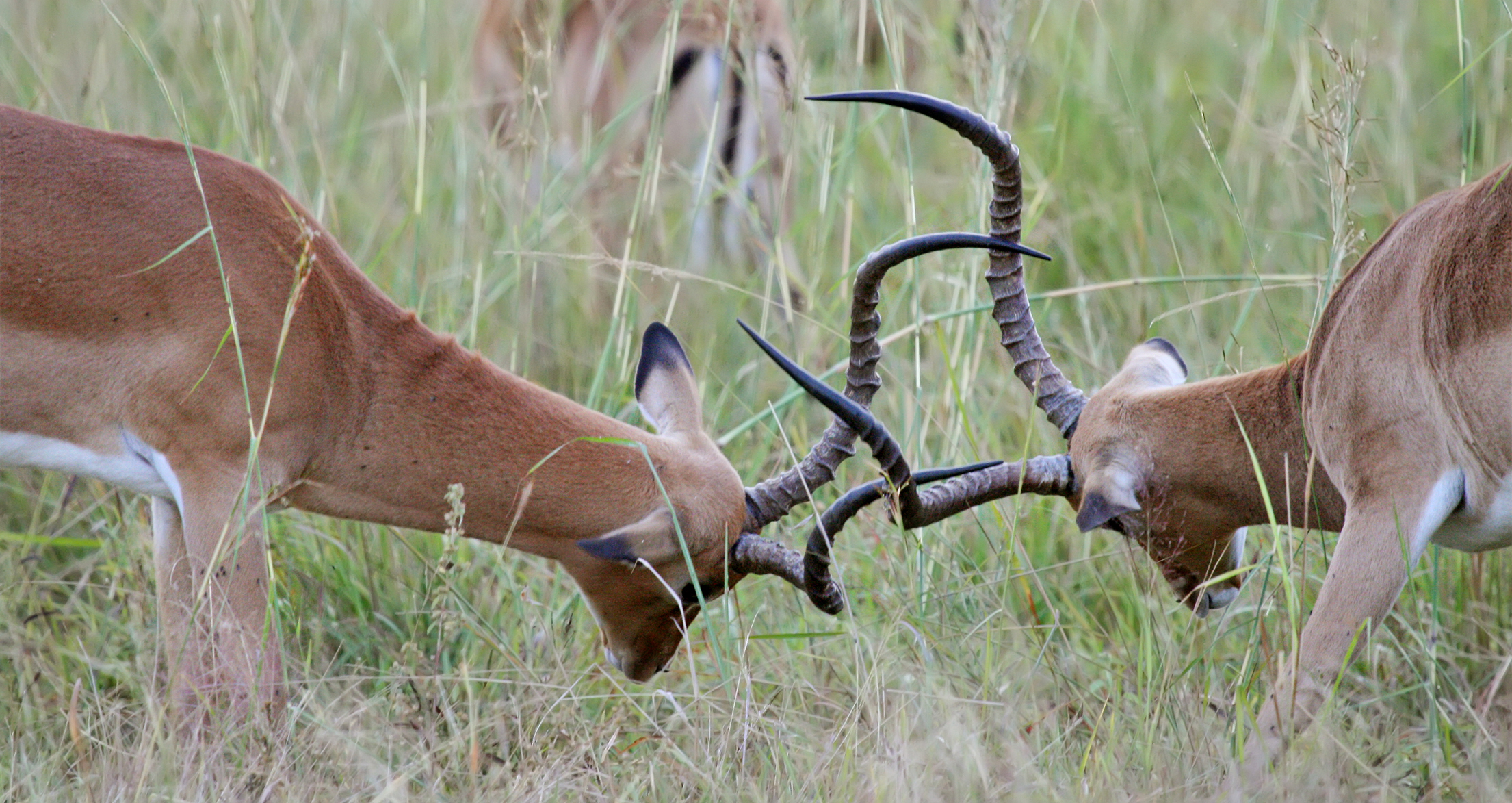
عراك ذكور الإمبالة (العراك أثناء موسم التزاوج)

تُشكل إناث وصغار الإمبالة قطعان، والتي يصل عددهم فيها إلى المائتين. تعكف ذكور الإمبالة البالغة في حالة وجود وفرة من الطعام على إقامة مناطق مستقلة لهم. تمر الإناث عبر هذه الأراضي حاملة أفضل المواد الغذائية. تقود الذكور الموجودة في هذه المناطق أي قطيع من الإناث يدخل أراضيهم وتقوم بمطاردة الذكور غير المتزوجة التي تتبعهم،  هذا وبالإضافة إلي تعقب الذكور المفطومة حديثًا. يبذل ذكر الإمبالة قصارى جهده ليمنع أي أنثى من مغادرة أرضه الخاصة. يتم الهجرة من تلك المناطق في المواسم الجافة حيث يتوجب على القطعان أن تسافر لمسافات بعيدة بحثًا عن الطعام. فتتشكل قطعان كبيرة وهادئة من كلا الجنسين. بينما تلجأ صغار ذكور الإمبالة التي أُجبرت على هجرة قطيعهم السابق إلى تكوين قطعان تضم حوالي 30 من الذكور غير المتزوجة. تتنافس الذكور التي تنجح في تنظيم قطيعها فيما بينها من أجل فرض سيطرتها على منطقة بعينها.
أنثى 

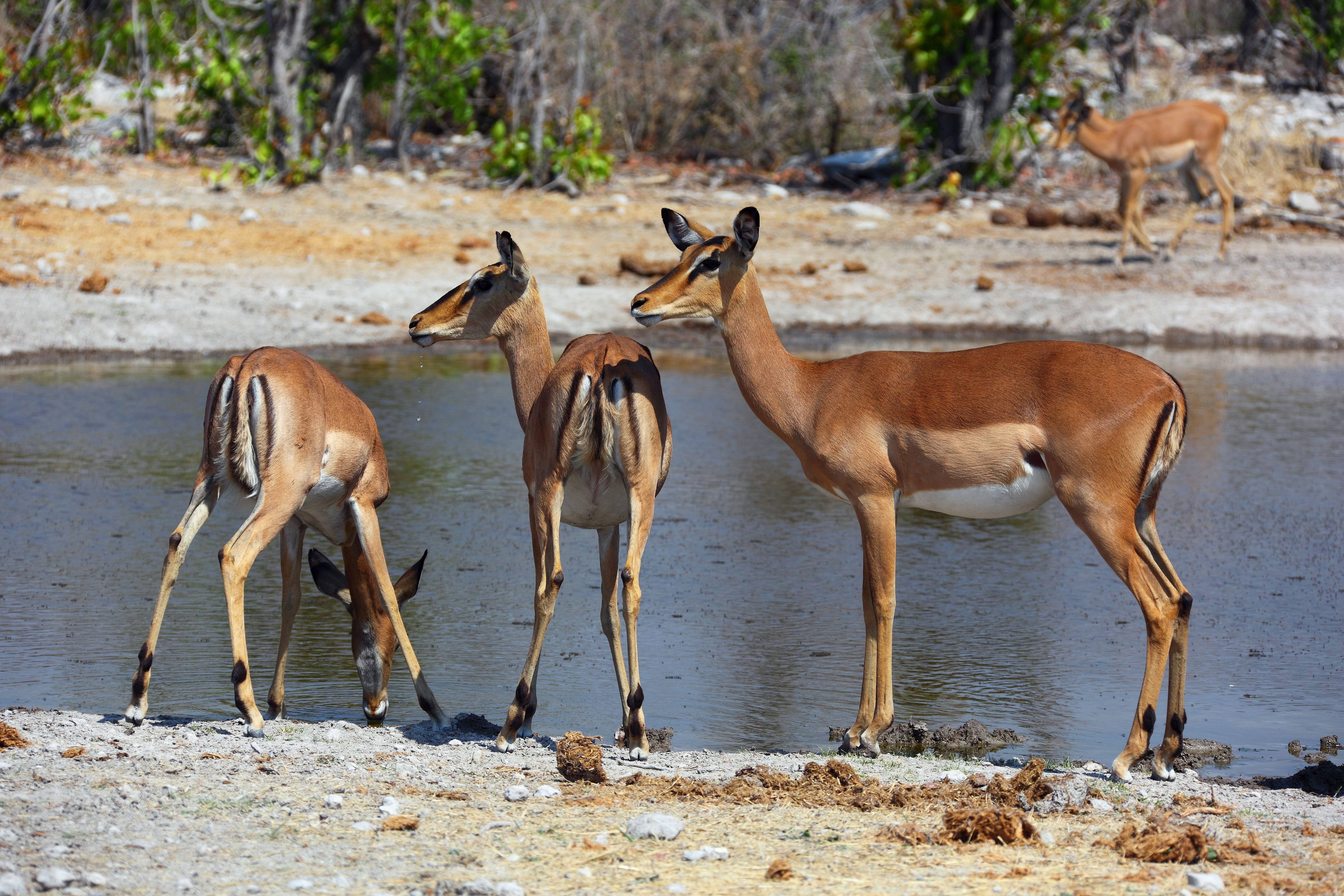
الإمبالة ذات الوجه الأسود (Aepyceros melampus petersi)، (ناميبيا)

يبدأ موسم تزاوج الإمبالة، المعروف أيضًا بموسم التكاثر، نحو نهاية الموسم الرطب من شهر مايو. وتستمر فترة التزاوج في العادة قرابة ثلاثة أسابيع. يتم ميلاد الصغار عادةً بعد ستة أو سبعة أشهر. تمتلك الأم القدرة على تأخير إنجابها لشهر إضافي إذا كانت الظروف غير مواتية. وعندما تحين لحظة الولادة تنعزل أنثى الإمبالة عن القطيع على الرغم من المحاولات المتعددة التي يبذلها الذكر لكي تبقى في منطقته. تُبقي أنثى الامْبالَة وليدها في مكانٍ منعزل لبضعة أيام أو تتركه نائمًا في الخباء لعدة أيام أو أسابيع أو أكثر قبل عودتهما إلى القطيع. وهناك ينضم الوليد إلى مجموعة من الصغار ويذهب إلى الأم فقط عند حاجته إلى الرضاعة أو عند اقتراب الحيوانات المفترسة. تستمر فترة رضاعة الصغار من أربعة إلى ستة أشهر. يتم إجبار ذكور الإمبالة البالغة على هجرة مجموعة الصغار لتنضم إلى قطعان من الذكور غير المتزوجة.
يبدأ القطيع كله عند شعوره بالخوف أو الفزع في القفز لكي يشتت انتباه من يحاول افتراسه. يمكن للقطيع أن يقفز لمسافات تصل إلى أكثر من عشرة أمتار (33 قدمًا) بارتفاع ثلاثة أمتار (تسعة أقدام). ويمكن أن تصل سرعة الإمبالة أثناء هروبها من الحيوانات المفترسة إلى 90 كم/س (56 ميل/س),. عند هرب ظباء الإمبالة من الحيوانات المفترسة تفرز الغدد الموجودة في كعوبها رائحة تساعدهم على البقاء في نفس المكان. وتتم هذه الخطوة عن طريق إجراء ركلة عالية من الأرجل الخلفية.[بحاجة لمصدر]

## الحالة
تُعد الإمبالة المعروفة واحدة من أكثر الظباء انتشارًا في إفريقيا وتتواجد داخل محميات طبيعية. توجد الأعداد الكبرى من هذه الأنواع داخل محميات مثل ماساي مارا وكاجيادو (كينيا) وسيرنغيتي (Serengeti) ورواحا (Ruaha) وسيلوس (Selous) (تنزانيا) ولوانجوا فالي (Luangwa Valley) (زامبيا) وأوكافانغو (Okavango) (بوتسوانا) وهوانجى (Hwange) وسيبونجوي (Sebungwe) وزمبيزي (زيمبابوي) وحديقة كروغر الوطنية (جنوب إفريقيا) وداخل حدائق ومحميات خاصة موجودة في (جنوب إفريقيا وزيمبابوي وبوتسوانا وناميبيا)  بينما توجد الإمبالة النادرة ذات الوجه الأسود في حديقة إيتوشا الوطنية والحدائق الخاصة في ناميبيا 

## الصور

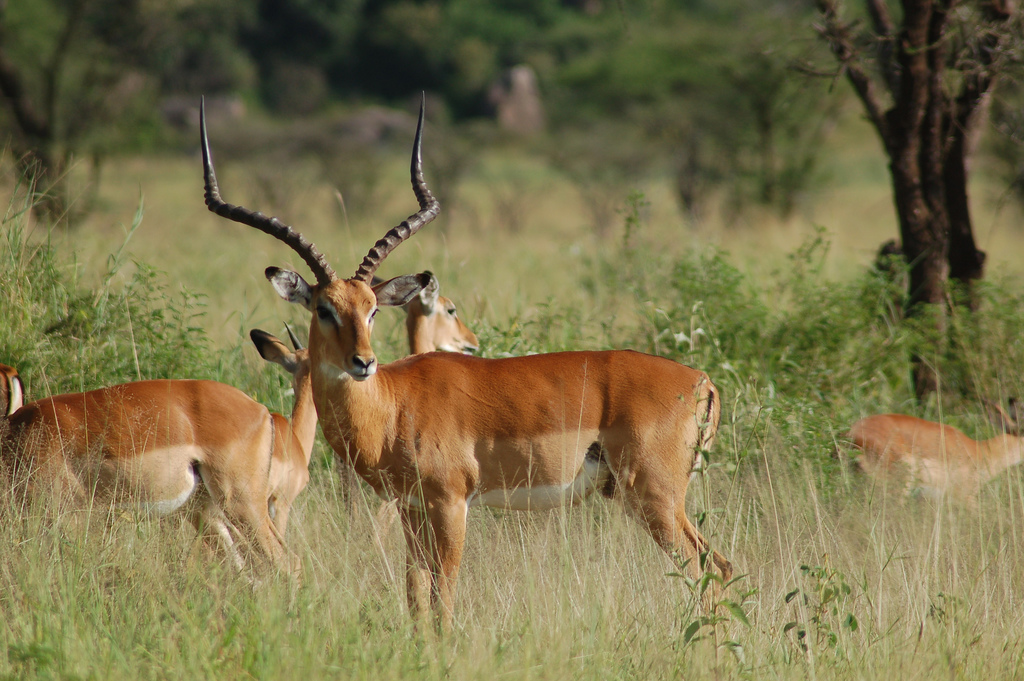
إمبالة في سيرينجيتي، تنزانيا.
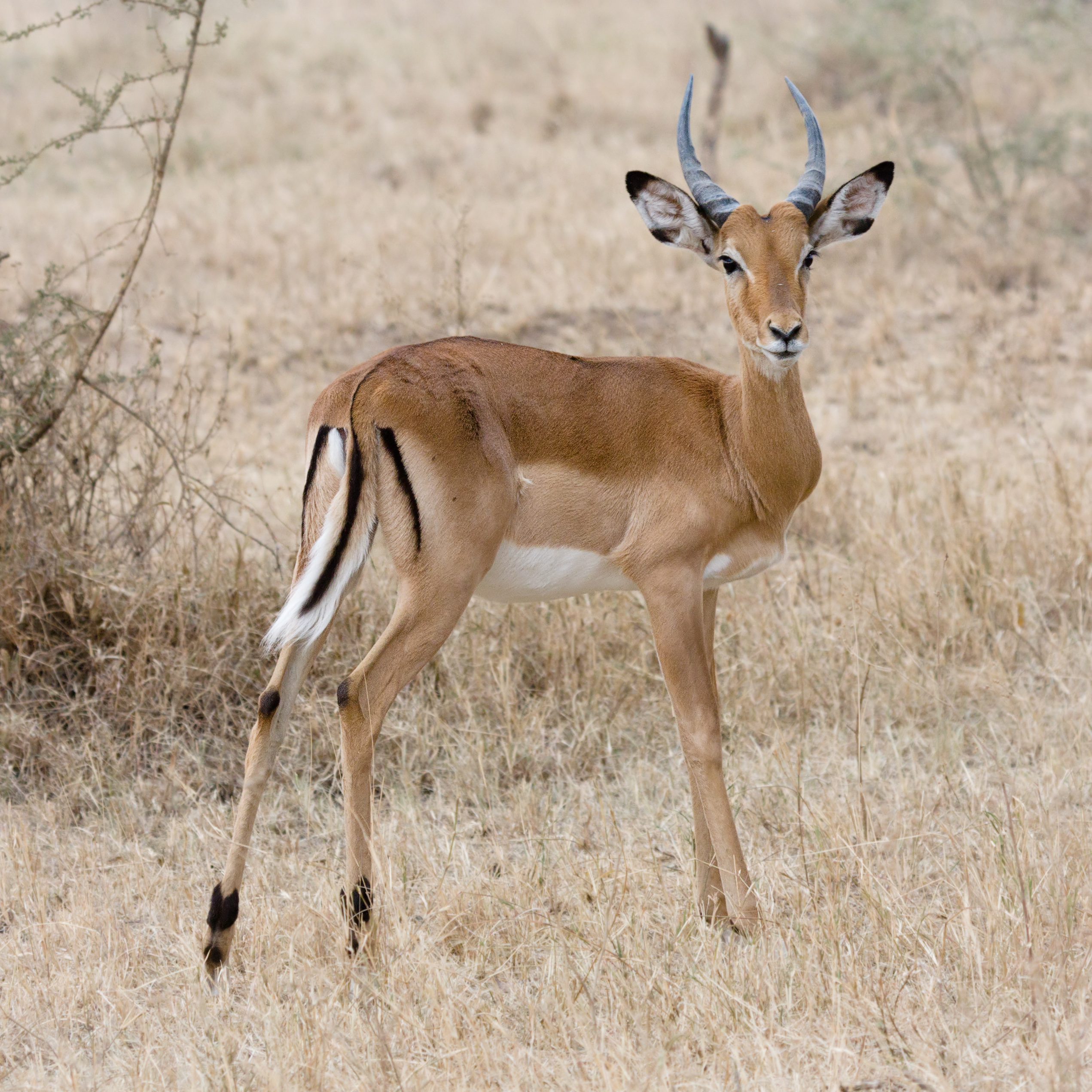
ذكر إمبالة صغير في سيرينجيتي، تنزانيا.
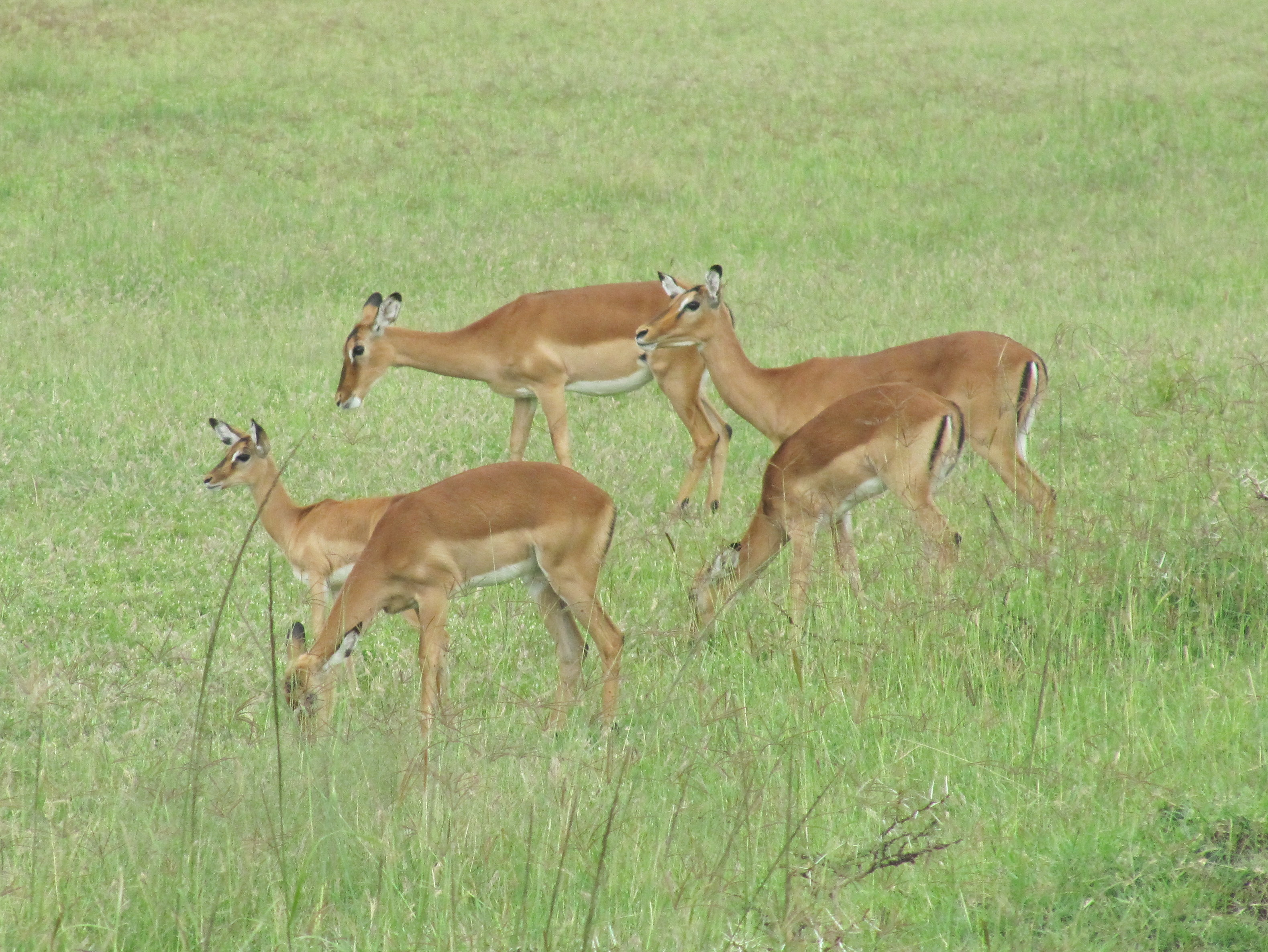
إناث الإمبالة في حديقة بحيرة ناكورو الوطنية.
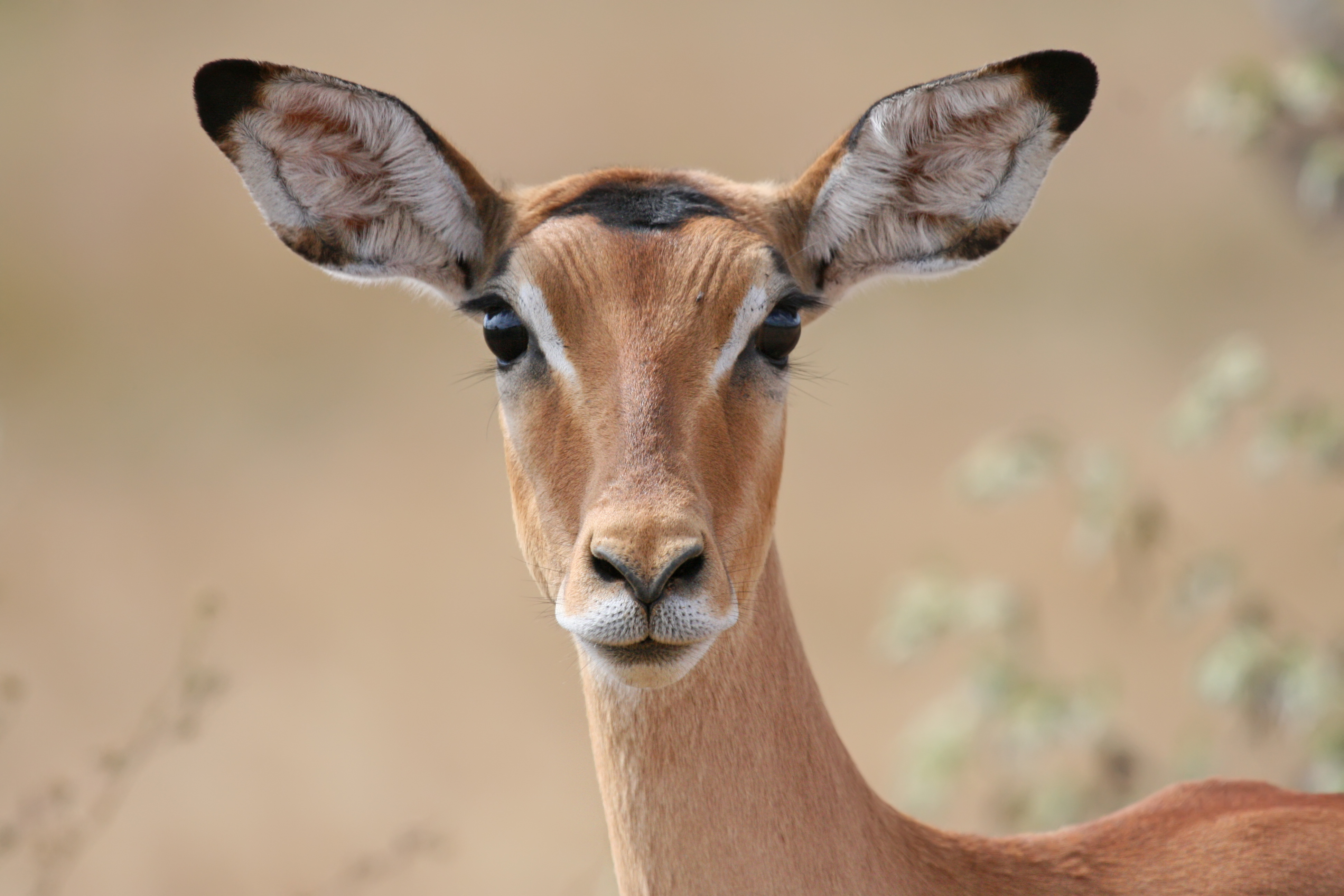
أنثي الإمبالة.
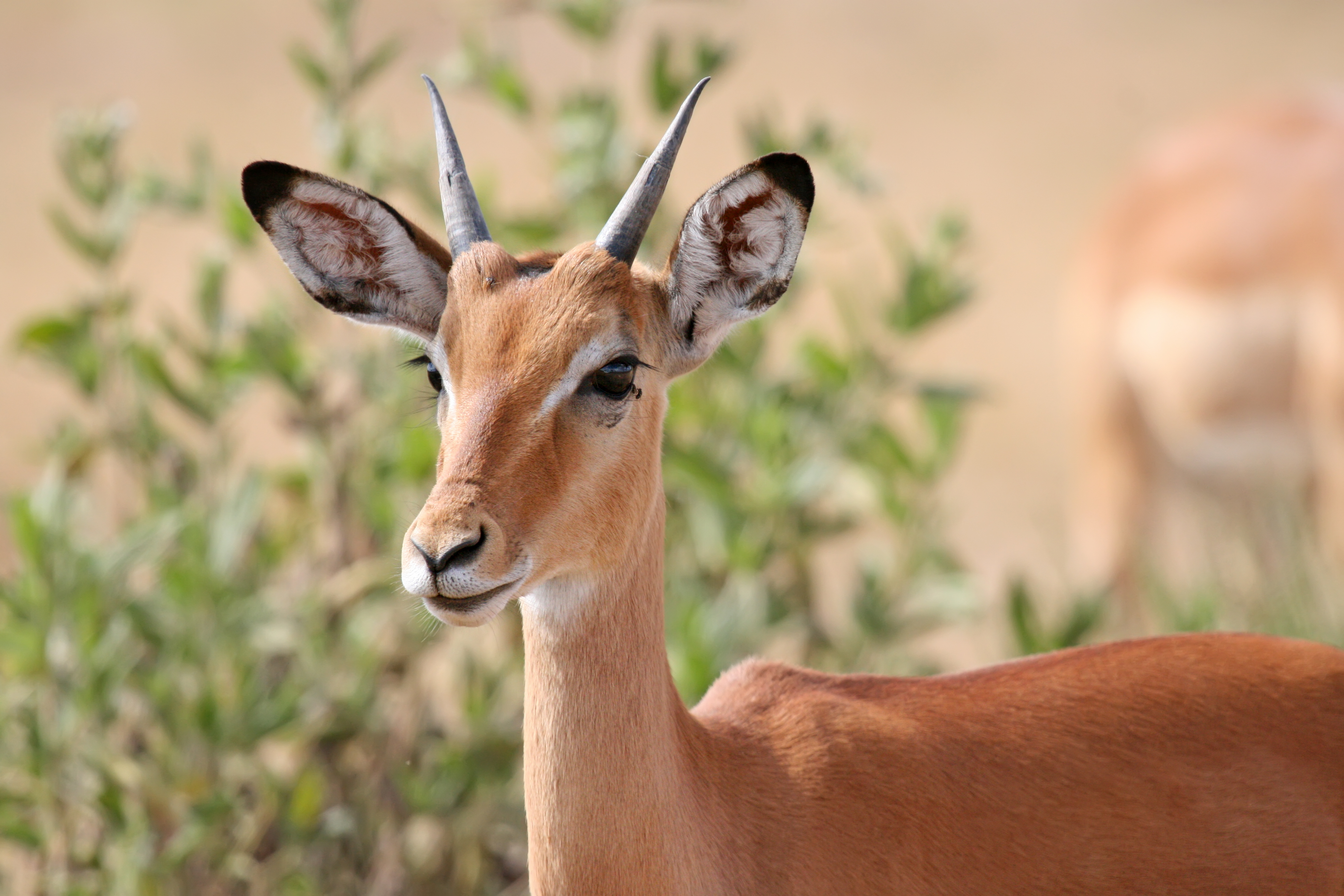
ذكر شاب من الإمبالة.
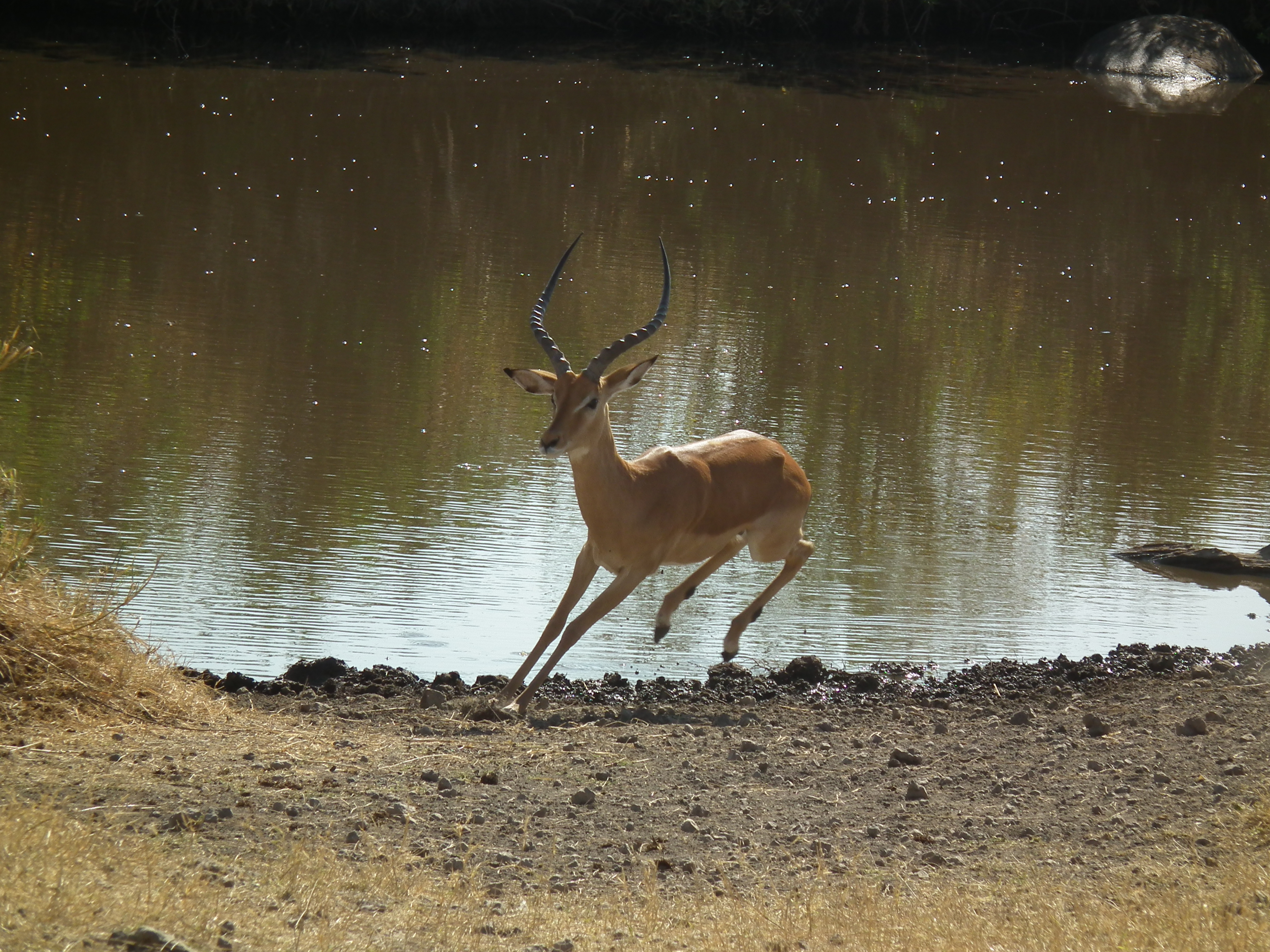
إمبالة في تنزانيا.
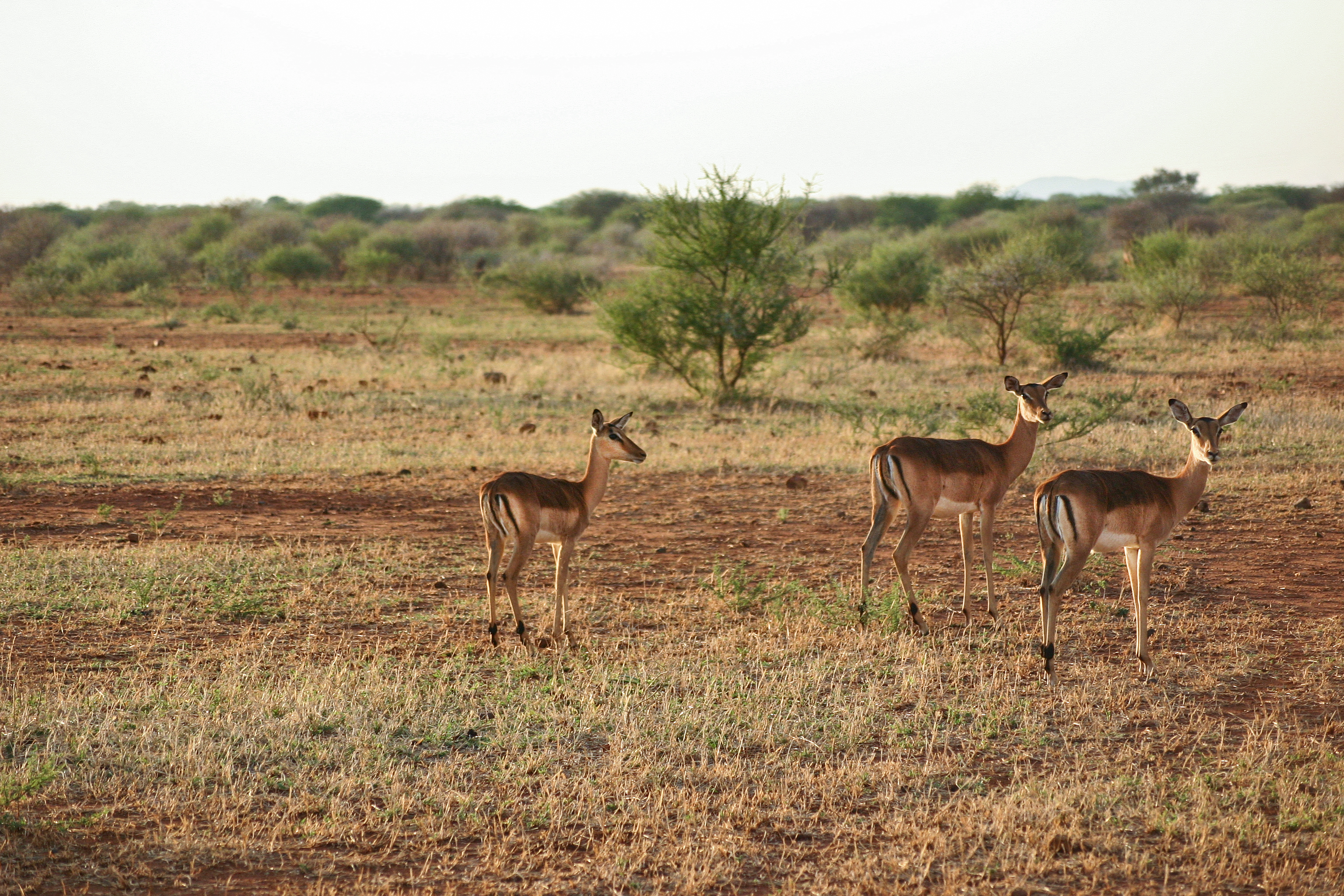
مجموعة من الإمبالة.
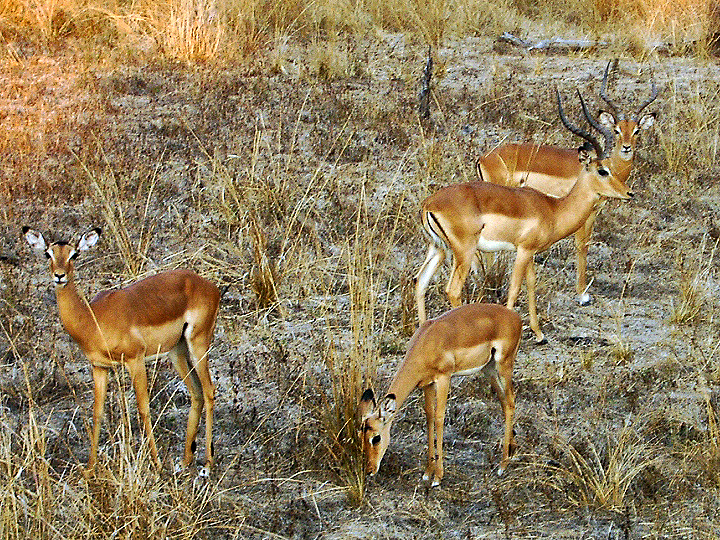
مجموعة من الإمبالة.
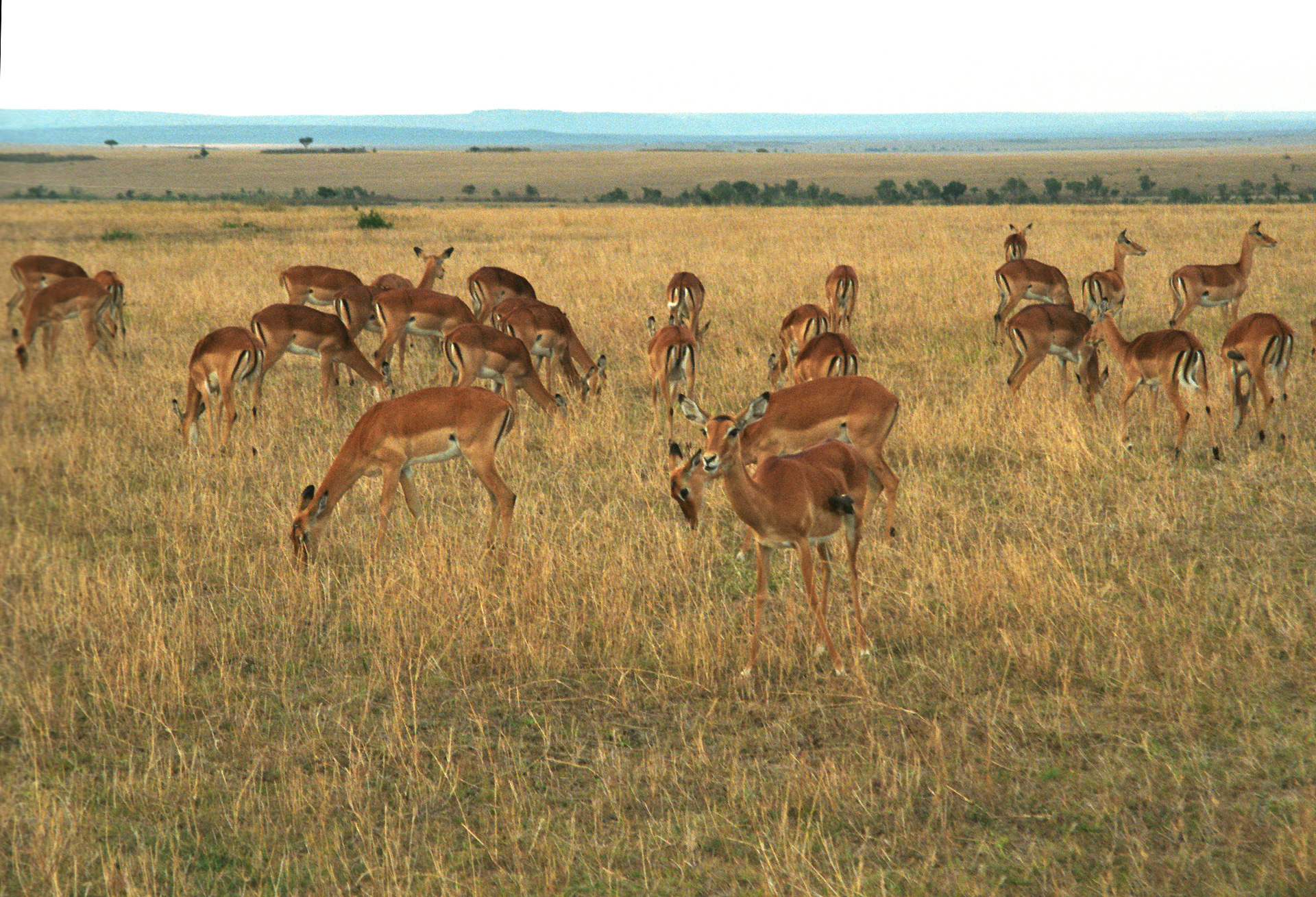
إمبالة في ماساي مارا،كينيا.

## وصلات خارجية
- Impala: summary from the African Wildlife Foundation